# Municipio de Benton (condado de Wayne, Misuri)
El municipio de Benton (en inglés: Benton Township) es un municipio ubicado en el condado de Wayne en el estado estadounidense de Misuri. En el año 2010 tenía una población de 3796 habitantes y una densidad poblacional de 23,08 personas por km².

## Geografía
El municipio de Benton se encuentra ubicado en las coordenadas 37°10′42″N 90°41′30″O / 37.17833, -90.69167. Según la Oficina del Censo de los Estados Unidos, el municipio tiene una superficie total de 164.48 km², de la cual 163,35 km² corresponden a tierra firme y (0,69 %) 1,13 km² es agua.

## Demografía
Según el censo de 2010, había 3796 personas residiendo en el municipio de Benton. La densidad de población era de 23,08 hab./km². De los 3796 habitantes, el municipio de Benton estaba compuesto por el 96,73 % blancos, el 0,42 % eran afroamericanos, el 0,42 % eran amerindios, el 0,55 % eran asiáticos, el 0,53 % eran de otras razas y el 1,34 % eran de una mezcla de razas. Del total de la población el 0,9 % eran hispanos o latinos de cualquier raza.